# Рокицины (гмина)
Рокицины (пол. Rokiciny) — сельская гмина (волость) в Польше, входит как административная единица в Томашувский повет, Лодзинское воеводство. Население — 5913 человек (на 2004 год).
Административным центром гмины является село Рокицины-Колёнья. На территории гмины располагается Заповедник Лазнув площадью 60,83 гектар организован в целях сохранения леса с доминированием пихты (68,5 %).

## Сельские округа
1. Альбертув
2. Вилькучице-Дуже
3. Вилькучице-Мале
4. Колёня-Лазнув
5. Лазновска-Воля
6. Лазнув
7. Лазнувек
8. Максимиллианув
9. Миколаюв
10. Михалув
11. Нове-Хрусты
12. Погожале-Луги
13. Попелявы
14. Рокицины
15. Рокицины-Колёнья
16. Старе-Хрусты
17. Стефанув
18. Цисув
19. Эминув
20. Янкув
21. Янкувек

## Соседние гмины
1. Гмина Бендкув
2. Гмина Бруйце
3. Гмина Колюшки
4. Гмина Уязд

## Фотографии

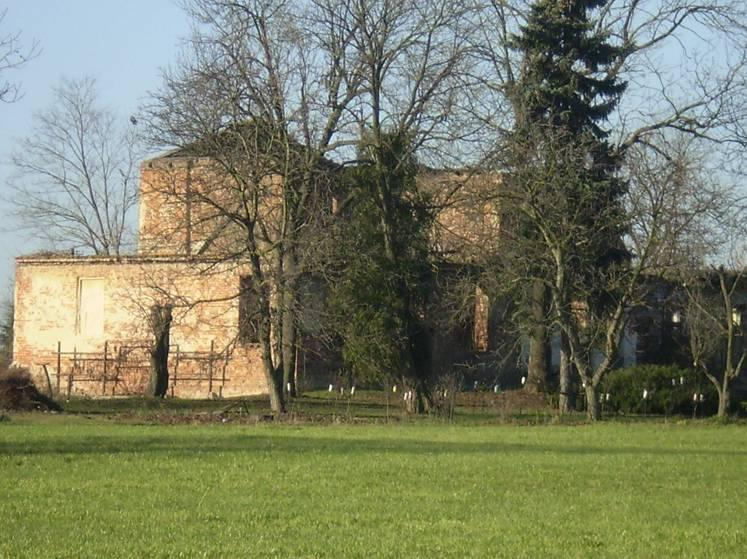
Руины усадьбы, Лазнув
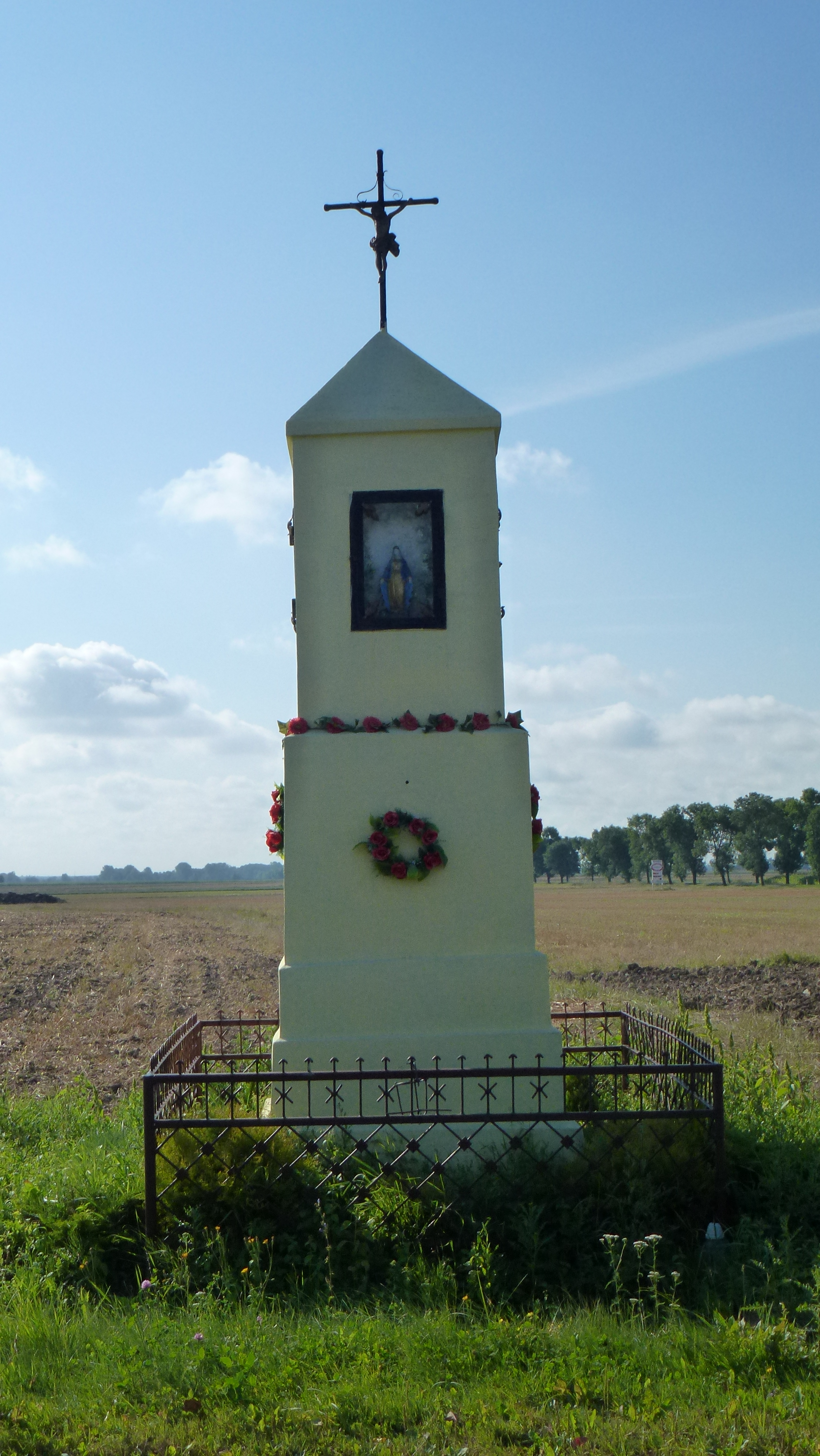
Часовня, Лазнувек
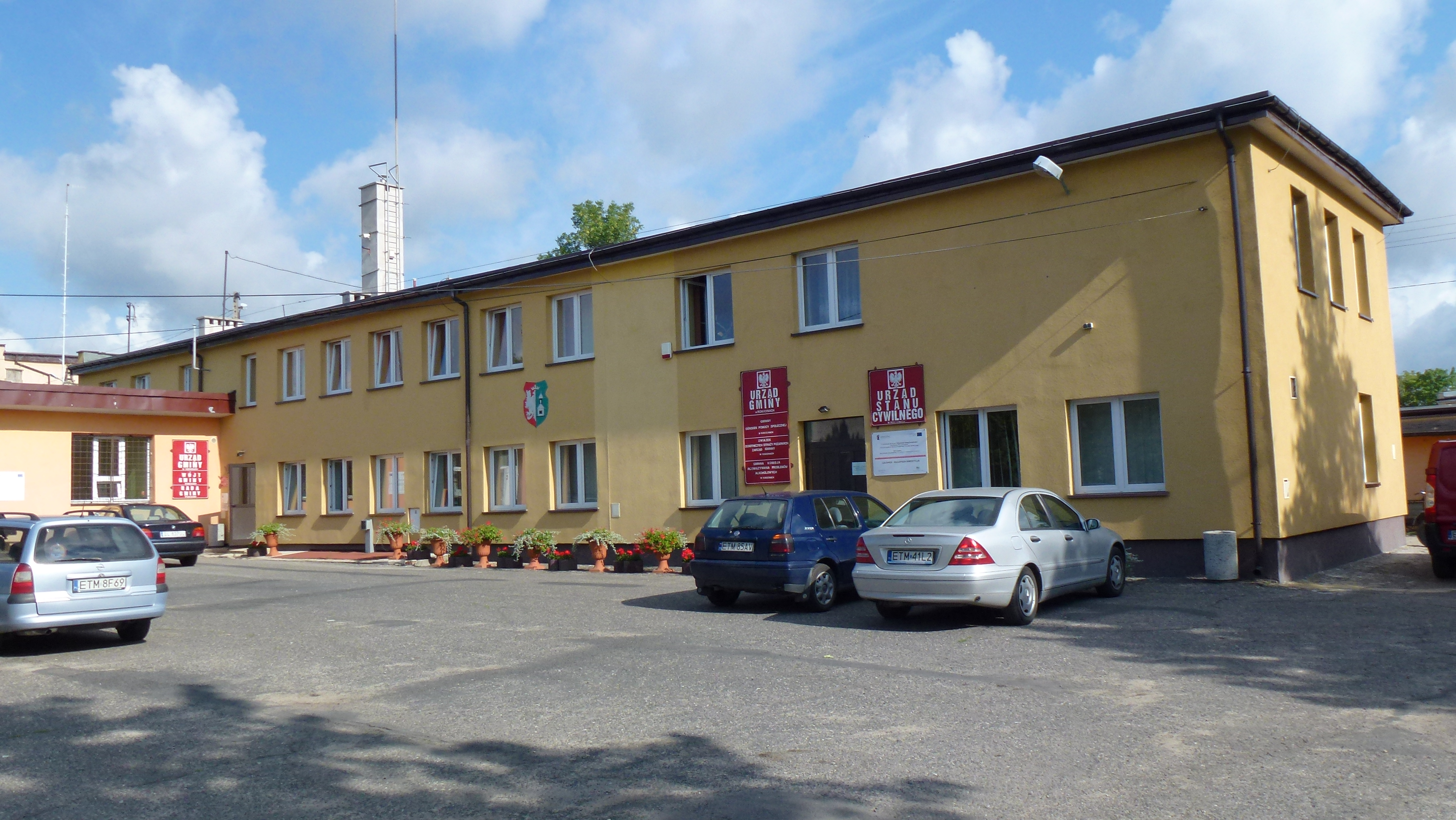
Здание управления гмины, Рокицины-Колёнья
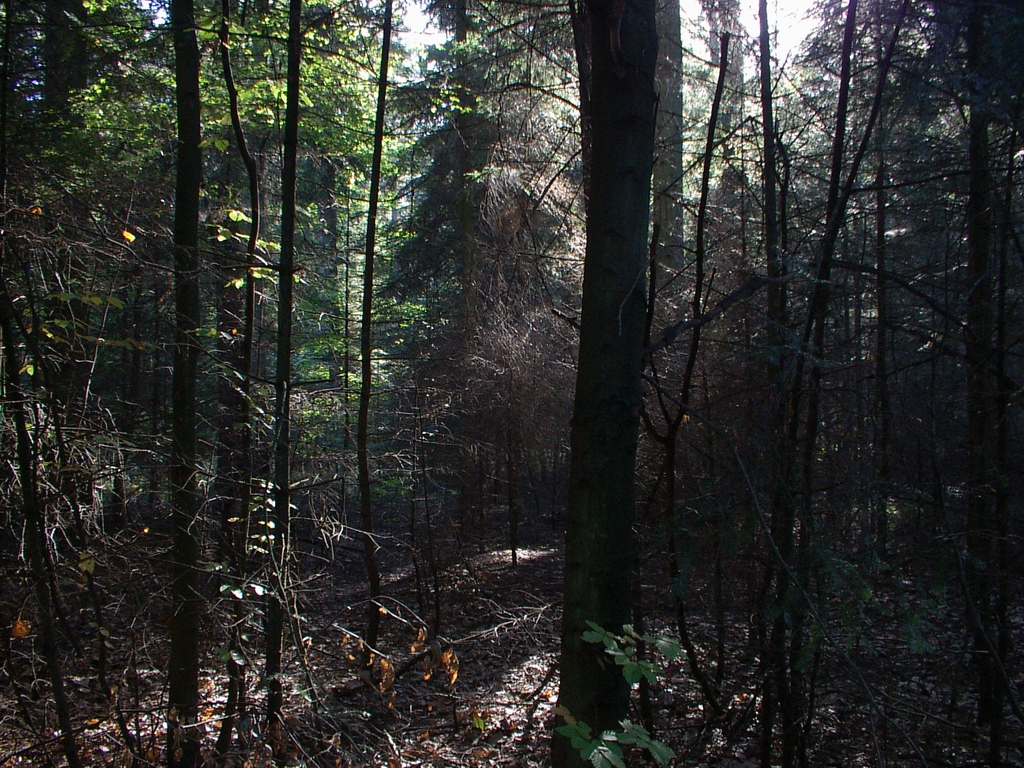
Заповедник Лазнув